# Afghani (1925-2003)
Pour les articles homonymes, voir Afghani et AFA.
L'afghani est l'unité monétaire de l'Afghanistan de 1925, date de son introduction, au 2 janvier 2003, date de fin de la période de conversion avec le nouvel afghani (commencée le 7 octobre 2002).
Son code ISO 4217 est AFA.

## Histoire
L'afghani original (ISO 4217 code: AFA) a été introduit en 1925, en remplacement de la roupie afghane utilisée à partir de 1891 et d'autres devises. En plus d'être subdivisé en 100 puls, 20 afghanis étaient égaux à un amani. Le taux de conversion de la roupie est parfois indiqué comme suit : 1 afghani = 1 roupie 6 paisas, sur la base de la teneur en argent des dernières pièces de monnaie en roupies et des premières pièces afghanes. L'afghani contenait initialement 9 grammes d'argent.
Sauf pendant la Première Guerre mondiale, le taux de change de l'Afghanistan a été librement déterminé par les forces du marché. Cependant, pendant certaines périodes, un double régime de change a existé : un taux de change officiel qui était fixé par la Banque centrale afghane, et un taux de change du marché libre qui était déterminé par les forces de l'offre et de la demande dans le bazar monétaire de Kaboul appelé Saraye Shahzada. Par exemple, afin d'éviter les fluctuations saisonnières du taux de change, un taux de change fixe a été adopté en 1935 par la Bank-e-Milli (Banque nationale), qui était alors responsable du système de taux de change et des réserves officielles du pays. En 1935, la Bank-e Milli a accepté de changer l'afghani à 4 Afs contre 1 roupie indienne. Après la création de la Da Afghanistan Bank en tant que Banque centrale d'Afghanistan, un tel taux de change fixe officiel préférentiel a continué à être pratiqué. Bien que la Da Afghanistan Bank ait essayé de maintenir son taux officiel proche du taux de change du Saraï Shahzada, l'écart entre le taux de change officiel et celui du marché libre s'est creusé dans les années 1980 et pendant la guerre civile qui a suivi.
L'afghani s'échangeait à 67 Afs pour un dollar américain en 1973. Après le début de la guerre civile en 1992, le même dollar américain valait 16 000 Afs. Les billets de banque de l'époque de la monarchie de Zaher Shah ont cessé d'avoir cours légal en 1991. Après la création d'un gouvernement dysfonctionnel et le début de la guerre civile, différents seigneurs de guerre et factions, puissances étrangères et faussaires ont chacun fabriqué leurs propres billets afghans pour se soutenir financièrement, sans se soucier de la standardisation ou du respect des numéros de série.
En décembre 1996, peu après la prise de contrôle des institutions afghanes par les Talibans, Ehsanullah Ehsan, le président de la Banque centrale des Talibans, a déclaré que la plupart des billets afghans en circulation étaient sans valeur (environ 100 000 milliards d'afghani) et a annulé le contrat avec la firme russe qui imprimait la monnaie depuis 1992. Ehsan a accusé la firme d'avoir envoyé de nouvelles cargaisons de billets afghans au président évincé Burhanuddin Rabbani dans le nord de la province de Takhar. Le taux de change au moment de l'annonce d'Ehsan était de 21 000 afghanis pour un dollar américain. Il a ensuite été dévalué à 43 000 afghanis pour un dollar. Abdul Rashid Dostum, qui a contrôlé une région autoproclamée autonome dans le nord de l'Afghanistan jusqu'en 1998, a également imprimé sa propre monnaie pour sa région.
À la suite de l'invasion de l'Afghanistan par les États-Unis, la monnaie est devenue très déstabilisée. L'afghani s'échangeait à 73 000 Afs pour un dollar américain en septembre 2001, montant qui a fortement augmenté pour atteindre 23 000 Afs après la chute du régime taliban en novembre 2001, avant de chuter à nouveau à 36 000 Afs en janvier 2002. Environ sept versions différentes de la monnaie étaient en circulation à cette époque. Un ancien gouverneur a déclaré à l'époque qu'il en résultait peut-être des milliards de billets en circulation.

## Pièces de monnaie
En 1925, les pièces de bronze et de laiton de 2,5 et 10 pul, le billon de 20 pul, les pièces en argent d'un demi et d'un afghani, et celles en or d'un demi et d'un amani ont été introduits, suivis par celles d'argent de 2,5 afghani et d'or de 2,5 amani en 1926. En 1930, les pièces de bronze et le laiton de 1 et 25 pul ont été ajoutés, ainsi que celle de bronze 3 pul et de cupro-nickel de 10 et 20 pul en 1937.
En 1952, la pièce en aluminium de 25 pul et en acier nickelé de 50 pul ont été introduits, suivis par celles en aluminium de 2 et 5 afghani en 1958. En 1961, des pièces afghanes en acier nickelé de 1, 2 et 5 afghanis ont été frappées ; les pièces de 1 et 2 afghanis indiquent l'année SH 1340 et la pièce de 5 l'année AH 1381. En 1973, la nouvelle République d'Afghanistan a émis des pièces en acier laitonné de 25 puls, en acier cuivré de 50 pulset en acier cupro-nickelé de 5 puls. Elles ont été suivies, entre 1978 et 1980, par des émissions de la République démocratique d'Afghanistan composées de pièces en aluminium-bronze de 25 et 50 puls et en cupro-nickel de 1, 2 et 5 afghanis. Un certain nombre de pièces commémoratives ont également été émises par l'État islamique d'Afghanistan entre 1995 et 2001.

## Billets de banque

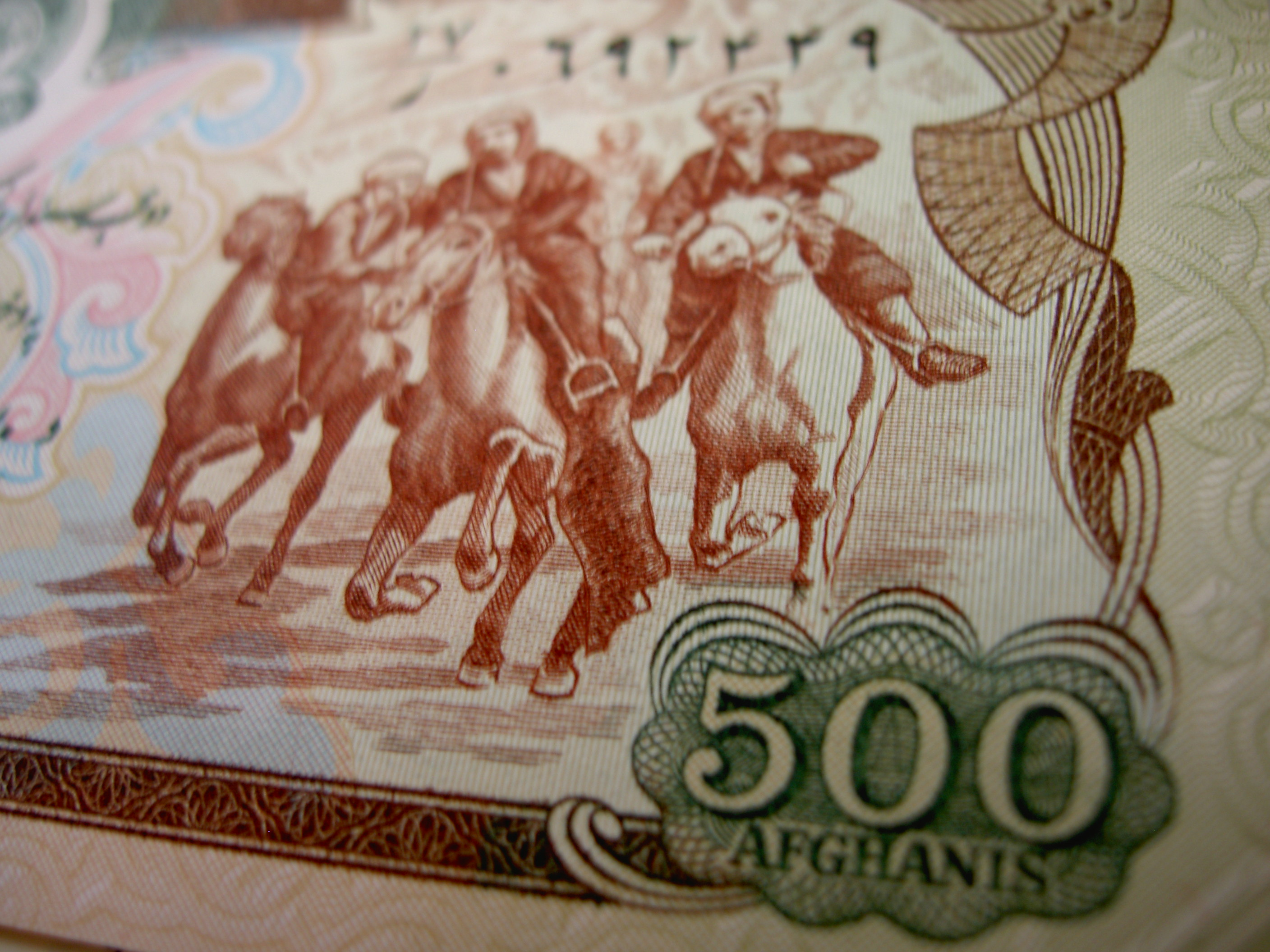
Gros plan sur un billet de cinq cents afghanis émis en 1990, avec une photo d'hommes jouant du bouzkashi.

Entre 1925 et 1928, les billets du Trésor ont été introduits en coupures de cinq, dix et cinquante afghanis. En 1936, des billets de deux, vingt et cent afghanis ont été ajoutés. La Banque d'Afghanistan (Da Afghanistan Bank) a repris la production de monnaie papier en 1939, en émettant des billets de deux, cinq, dix, vingt, cinquante, cent, cinq cents et mille afghanis. Les billets de deux et de cinq afghanis ont été remplacés par des pièces de monnaie en 1958. En 1993, des billets de cinq mille et dix mille afghanis ont été introduits,.

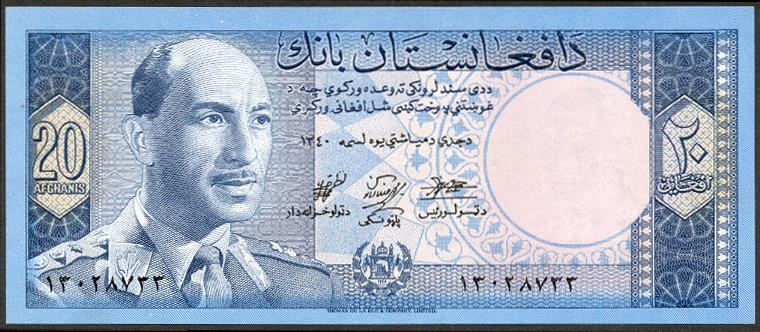
Billet de vingt afghanis pendant la monarchie, avers (1963).
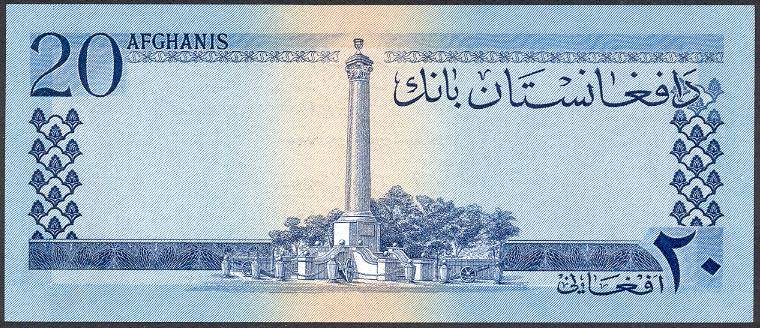
Billet de vingt afghanis pendant la monarchie, revers (1963).
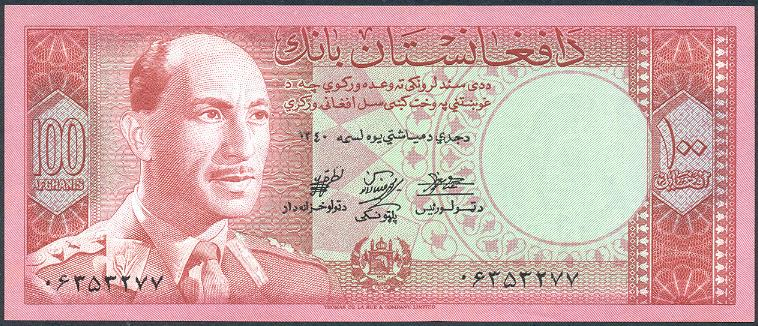
Billet de cent afghanis pendant la monarchie, avers (1963).
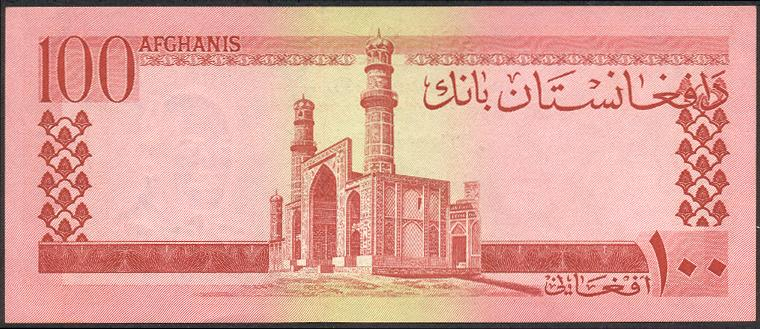
Billet de cent afghanis pendant la monarchie, revers (1963).

Une « grotte de nid-de-poule » ou « bouche d'un puits » serait visible sur le billet de dix mille afghanis de 1993, comme une zone sombre à flanc de colline au-dessus de l'ancien site de Pol ou porte des ruines près de Lashkar Gah.  C'est peut-être l'entrée d'un des souterrains artificiels de Qal'a-i-Bost.
| Billets afghans, série de 1978 | Billets afghans, série de 1978 | Billets afghans, série de 1978 | Billets afghans, série de 1978 | Billets afghans, série de 1978 | Billets afghans, série de 1978                                        | Billets afghans, série de 1978          |
| Image                          | Image                          | Valeur                         | Dimensions                     | Couleur principale             | Description                                                           | Description                             |
| Avers                          | Revers                         | Valeur                         | Dimensions                     | Couleur principale             | Avers                                                                 | Revers                                  |
| ------------------------------ | ------------------------------ | ------------------------------ | ------------------------------ | ------------------------------ | --------------------------------------------------------------------- | --------------------------------------- |
|                                |                                | 10 afghanis                    | 115 × 52 mm                    | Vert                           | Sceau de la Da Afghanistan Bank                                       | Col de Salang                           |
|                                |                                | 20 afghanis                    | 125 × 56 mm                    | Orange                         | Sceau de la Da Afghanistan Bank                                       | Parc de Band-e Amir                     |
|                                |                                | 50 afghanis                    | 134 × 58 mm                    | Turquoise                      | Sceau de la Da Afghanistan Bank                                       | Palais de Darulaman                     |
|                                |                                | 100 afghanis                   | 142 × 62 mm                    | Rose                           | Sceau de la Da Afghanistan Bank, peasant                              | Centrale hydroélectrique Dam            |
|                                |                                | 500 afghanis                   | 151 × 66 mm                    | Pourpre                        | Sceau de la Da Afghanistan Bank et joueurs de Buzkashi                | Forteresse de Bala Hissar               |
|                                |                                | 500 afghanis                   | 151 × 66 mm                    | Orange et vert                 | Sceau de la Da Afghanistan Bank et joueurs de Buzkashi                | Forteresse de Bala Hissar               |
|                                |                                | 1000 afghanis                  | 160 × 70 mm                    | Brun                           | Sceau de la Da Afghanistan Bank et mosquée Rawze-i-Sharif             | Jardins de Paghman et arc de triomphe   |
|                                |                                | 5000 afghanis                  | 165 × 74 mm                    | Pourpre                        | Sceau de la Da Afghanistan Bank et mosquée Pul-e Khishti              | Tombe d'Ahmad Shah Durrani              |
|                                |                                | 10,000 afghanis                | 170 × 77 mm                    | Turquoise                      | Sceau de la Da Afghanistan Bank et Grande Mosquée du Vendredi d'Hérat | Qal'a-i-Bost, forteresse de Lashkar Gah |